# Dabînivka, Kobeleakî
Dabînivka (în ucraineană Дабинівка) este un sat în comuna Komendantivka din raionul Kobeleakî, regiunea Poltava, Ucraina.

## Demografie
Componența lingvistică a localității Dabînivka
     Ucraineană (97,08%)
     Rusă (2,5%)
     Alte limbi (0,42%)
Conform recensământului din 2001, majoritatea populației localității Dabînivka era vorbitoare de ucraineană (97,08%), existând în minoritate și vorbitori de rusă (2,5%).